# حليب صويا
لبن الصويا: أو (لبن فول الصويا) (لا يجوز تسميته حليب الصويا لأنه لا يحلب ولكن يسمى لبن الصويا) هو أحد منتجات فول الصويا، ويحتوي على 3 إلى 4 بالمائة من البروتينات و 2 إلى 3 بالمائة من الغلوسيد.
طريقة الاستخراج: يتم عصر فول الصويا بمعاصر خاصة، حيث تستخرج منه عصار تتكون من: زيت، حليب الصويا .
هناك أيضاً طريقة أخرى لاستخراج لبن الصويا وتحدث بنقع فول الصويا في الماء لمدة ساعات ثم فرمه بواسطة خلاط كهربائي وغلي المزيج، بعد ذلك يتم تصفيته في كيس من القماش الأبيض حيث ينتج من ذلك لبن الصويا.

## المنافع الصحية
يحتوي لبن الصويا على الكمية نفسها من البروتينات كحليب البقر (لكن ليس نفس تدرج الأحماض الأمينية). إن لبن الصويا الطبيعي يحتوي على القليل من الكالسيوم . على عكس حليب البقر إن لبن الصويا يحتوي على القليل من الدهون المشبعة ولا يحتوي على الكولسترول. بما أن الصويا لا يحتوي على الجالاكتوز، نتاج تكسر اللاكتوز، يمكن استبدال حليب الأم بالحليب المرتكز على الصويا للرضّع الذين يعانون من الغالاكتوز في الدم.
لقد تم الاقتراح أن تناول الصويا يرتبط بانخفاض نسبة الكولسترول LDL و التريغليسريادTG  وجدت دراسة أجريت عام 2006 أنه ليس هناك أي ارتباط بين تناول الصويا والفوائد الصحية مثل صحة القلب أو معدلات الإصابة بالسرطان أو للنساء في فترة انقطاع الطمث.

## استخدام

### التغذية
يحتوي وعاء (243 مل) من حليب الصويا التجاري غير المحلى المخصب بالعناصر الغذائية على 80 سعرة حرارية من 4 جرام من الكربوهيدرات (بما في ذلك 1 جرام من السكر) و 4 جرام من الدهون و 7 جرام من البروتين.  يحتوي حليب الصويا المعالج هذا على مستويات كبيرة من فيتامين أ وفيتامينات المجموعة ب وفيتامين د تتراوح من 10 إلى 45٪ من المعيار اليومي، مع كميات كبيرة من الكالسيوم والمغنيسيوم. 
يحتوي على مؤشر نسبة السكر في الدم 34 4. من حيث جودة البروتين، احتوى حليب الصويا في إحدى الدراسات على امتصاص أساسي للحمض الأميني (DIAAS) 78% للرضع، 99% للأطفال الصغار 117% للأطفال الأكبر سنًا والمراهقين والبالغين، مع الحد من الأحماض الأمينية لهذه المجموعات الليوسين والليسين والفالين على التوالي.  100٪ والمزيد من النظام
الغذائي يعتبر مصدرًا ممتازًا/عالي الجودة للبروتين. 

### نكهة
حليب الصويا المحلى المنتج له نكهة جوز الشوفان.  قد تتخثر المشروبات الساخنة الحمضية مثل القهوة، مما يتطلب من بعض
الشركات المصنعة إضافة منظمين للحموضة. 

### الإقليمية
في العديد من البلدان، يستخدم حليب الصويا في الأطعمة النباتية والنباتية وكبديل لحليب البقر في العديد من الوصفات.   يستخدم حليب الصويا أيضًا في تقليد منتجات الألبان مثل زبادي الصويا وكريم الصويا وكفير الصويا ونظائر جبن الصويا. 
يستخدم أيضًا كمكون لصنع اللبن المخفوق والفطائر والعصائر والخبز والمايونيز والمعجنات.